# Passiflora exsudans
Passiflora exsudans är en passionsblomsväxtart som beskrevs av Joseph Gerhard Zuccarini. Passiflora exsudans ingår i släktet passionsblommor, och familjen passionsblomsväxter. Inga underarter finns listade i Catalogue of Life.